# Pepta
Pepta is een geslacht van weekdieren uit de klasse van de Gastropoda (slakken).

## Soorten
- Pepta simplex (Laseron, 1955)
- Pepta stricta (Hedley, 1907)